# Pseudosasa maculifera
Pseudosasa maculifera är en gräsart som beskrevs av J.L.Lu. Pseudosasa maculifera ingår i släktet splitcanebambusläktet, och familjen gräs. Inga underarter finns listade i Catalogue of Life.